# Getty Images
Getty Images es una agencia de fotografía  estadounidense, ubicada en Seattle, Washington.

## Servicios
Es un proveedor de imágenes de stock para empresas y consumidores que cuenta con un archivo de 80 millones de imágenes e ilustraciones y más de 50 000 horas de vídeos. Apunta a tres mercados: profesionales creativos (diseño publicitario y gráfico), medios de comunicación (en papel y digitales), y corporaciones (diseño inmobiliario, marketing y departamentos de comunicación).
Getty tiene oficinas de distribución alrededor del mundo y capitaliza sus colecciones en Internet y CD-ROM para distribución. Como Getty ha adquirido otras agencias fotográficas y archivos más antiguos, ha digitalizado dichas colecciones, habilitando su distribución en línea. Getty Images opera un sitio web comercial que permite a sus clientes buscar y explorar imágenes, comprar derechos de uso y descargar imágenes. Los costos de imágenes varían según la resolución escogida y el tipo de derechos asociado a cada imagen. La compañía también ofrece servicios de encargo de fotografías para clientes corporativos.

## Historia
En 1995, Mark Getty y Jonathan Klein cofundaron Getty Investments LLC. Mark Getty asumió como presidente de la compañía. En septiembre de 1997, Getty Communications, como era llamada en ese tiempo, se fusionó con PhotoDisc, Inc. para formar Getty Images.
En abril de 2003, Getty lmages se asoció con la Agence France-Presse (AFP) para comercializar las imágenes mercado de cada uno. Getty Images adquirió el Archivo Michael Ochs en febrero de 2007, el cual fue descrito por The New York Times como «la primera fuente de fotografías de músicos en el mundo».
En 2008, la empresa Hellman & Friedman (H&F) adquirió Getty Imágenes. En 2009, Flickr anunció una alianza con Getty Images en donde se seleccionaron especialmente usuarios que podrían entregar fotografías para stock y recibir pagos por ellas. Al año siguiente se introdujeron cambios para que los usuarios pudieran etiquetar sus propias imágenes para stock.
En 2012, H&F puso en venta a Getty. Con su consiguiente venta a Carlyle Group, la compañía afirmó tener un archivo que incluye 80 millones de fotogramas e ilustraciones.
En febrero de  2018, Getty images y Google logran llegar a un acuerdo de licenciamiento de imágenes. Luego de que Getty acusara a Google de piratería digital por ofrecer un servicio de imágenes de alta calidad en su búsquedas por internet, ya que Getty se autoproclama como una empresa confiable para cientos de periodistas y agencias que dan alojamiento de sus imágenes en este sitio web; no obstante muchos usuarios de Google se sintieron afectados y molestos por esta medida controvertida que getty impone bajo un nombre llamado "derecho de autor". Se eliminó el pulsador ver imagen y se obliga a visitar las páginas web para poder tener acceso, a una imagen de alta resolución y así poder descargar imágenes.

## Adquisiciones
Desde su formación, Getty Images ha seguido un programa de adquisición agresivo, comprando muchas agencias privadas que habían creado la industria de la industria de valores: desde pequeñas empresas de gestión familiar hasta agencias más grandes. En 1999 había adquirido una de las agencias más importantes, Tony Stone Images; el vendedor de arte en línea Art.com; la agencia de fotografía deportiva Allsport; el líder del mercado en el Benelux y Escandinavia: Word View (1996, del Sr. Bert Blokhus, cuatro oficinas, para la suma no divulgada); agencia de enlace de especialistas periodísticos; Newsmakers, la primera agencia de fotos digitales de noticias; Online USA, especialista en celebridades; y la Hulton Press Library, el antiguo archivo de la revista fotográfica británica Picture Post. La colección Hulton fue vendida por la BBC Brian Deutsch en 1988, cuando se cambió el nombre de Hulton Deutsch. En 1996, la colección Hulton se vendió de nuevo, esta vez comprada por Getty Images y se le puso el nombre de Hulton Getty. Con la adquisición de la biblioteca Hulton, Getty Images se hizo cargo de los derechos de unos 15 millones de fotografías procedentes de archivos de la prensa británica que se remontan hasta el siglo XIX. Hulton Getty también incluyó fotografías de la colección Keystone, así como imágenes de destacados fotógrafos como Bert Hardy, Bill Brandt, Weegee y Ernst Haas.
Desde entonces, Getty ha incorporado nuevas ramas en sus páginas, como audio, música y efectos de sonido. Además, también cuenta con archivos de vídeo desde la adquisición de EyeWire y Energy Film Library. Getty se ha asociado con otras empresas, incluidas Slidely para empresas y anunciantes para utililizar la librería ed vídeo Getty Images de unos 2 millones de vídeos.
El año 2000, Getty adquirió uno de sus principales competidores, Archive Photos de Nueva York (una división de The Image Bank), por US $ 183 millones. La biblioteca Archieve Photos se fusionó con la colección Hulton Getty para formar una nueva afiliación; Hulton Archieve. Las fotografías de archivo se habían formado el 1990 a partir de la fusión de Pictoral Parade (1935) y de las fotografías de Frederick Lewis (1938), dos agencias de fotos establecidas en los Estados Unidos. Sus colecciones incluyen imágenes del archivo del The New York Times, Metronome y George Eastman House, y trabajan fotógrafos como Ruth Orkin, Anacleto Rapping, Deborah Feingold, Murray Garret, Nat Fein y John Filo. 
La siguieron otras adquisiciones como la compra de image.net por Us $ 20 millones en el año 2000 y la del sitio web de fotos Microstock y Stockphoto por US $ 50 millones el 9 de febrero de 2006. El año 2007, Getty adquirió con éxito su mayor competidor, MediaVast, por 207 millones de dólares. La adquisición proporcionó a Getty el control de Wirelmage (fotografía de entretenimiento, creativa y de deportes), FilmMagic (moda y fotografía de alfombras rojas) y Contour Photos (fotografía de retratos y estudios). Getty Images también adquirió otras afiliaciones, incluidos los Maestros Delegados, que incluye el servicio de imagen Isifa en Praga y Laura Ronchi en Italia. En 2008, Getty compró Redferns Music Picture Library, la biblioteca fotográfica de música creada por el fotógrafo británico David Redfern. 
El 23 de octubre de 2008, Getty Images anunció su intención de comprar la división de imágenes en línea de Jupitermedia: Jupiterimages, por un valor a de 96 millones de dólares en efectivo. La venta se avanzó a febrero de 2009; Jupiterimages (incluidos los sitios web Stock.xchng y StockXpert) ahora es una afiliación de propiedad total de Getty. Jupitermedia, que ahora cotiza como WebMediaBrands, continua su negocio de edición en Internet, que no vendieron a Getty Images. 
El 25 de enero de 2016, Corbis anunció que había vendido su empresa de licéncias de imagen, incluyendo las bibliotecas Corbis: Crobin Motion y Veer y sus activos asociados, a una afiliación china del distribuidor exclusivo de Visual China Group-Getty. Al mismo tiempo, se anunció que después de un período de transición, VCG distribuiría y comercializaría la biblioteca de Corbis fuera de China en Getty. La empresa también gestionará los archivos físicos de Corbis.

## Administración y propiedad corporativa
En febrero de 2000, fue anunciado que Getty Images pasaría a ser propiedad de la empresa de capital privado Hellman & Friedman en una transacción valorada en $ 2.4 billones. El día 2 de julio de 2008, Getty Images anunció la finalización de su adquisición. Las acciones comunes de Getty Images dejaron de cotizar en la Bolsa de Nueva York al cierre de la adquisición y fue retirado de la NYSE.
En 2012, H & F contrató banqueros de inversión para vender la compañía. Aunque inicialmente se discutió un precio de 4.000 millones de dólares, en agosto, cuando la empresa privada de capital Carlyle Group surgió como probable adquirente, se dijo que el precio considerado era de 3,3 a 3,4 mil millones de dólares. También hubo rumores de que CVC Capital Partners Ltd. había licitado, pero aún no había conseguido superar el precio de Carlyle. Después de este hecho, se anunció la venta a Carlyle por 3.300 millones de dólares, con los cofundadores Getty y Klein y la familia Getty llevando sus inversiones en la nueva estructura de propiedad. Getty sigue activo como presidente y Klein como primer ejecutivo.
En septiembre de 2018, la familia Getty anunció que adquiriría una mayor inversión en la compañía del Grupo Carlyle.

## Aplicación de derechos de autor y controversia
Desde principios de 2008, Getty Images ha creado mucha polémica por sus métodos de aviso cuando un usuario web no respeta los derechos de autor de sus imágenes. En vez de seguir una política de envío de avisos de "cesar y desistir", Getty normalmente envía una carta de demanda que reclama daños monetarios sustanciales de los propietarios de sitios web que cree que infringen los derechos de autor de sus fotógrafos. Continuamente Getty trata de intimidar a los propietarios de sitios web mediante el envío de agentes de cobro.
Un fotógrafo señaló que "a los tribunales no les gusta ser utilizados como medio de extorsión". En un caso, Getty envió a una iglesia de Lichfield, Staffordshire, una factura de £ 6,000 por las fotografías que utilizaba en su sitio web, aparentemente colocadas allí por un voluntario de la iglesia. En este caso, la iglesia ofreció pagar a Getty lo que pensaba que era una cantidad razonable. El director de comunicación del dioceso dijo: 
"Getty no jugaba a la pelota o seguía los procedimientos normales de resolución de litigios o de controversias y [advertí en la iglesia] que los ignorara. No tratamos con pendenciero; tratamos adecuadamente las amenazas legales. Le dije [a Getty] por carta que esto era lo que hacía [la iglesia], que no íbamos a jugar, y no supimos nunca más nada de ellos."
The Guardian describió otros casos en los que Getty u otras empresas de fotografía stock abandonaron un reclamo cuando un propietario del sitio web se negó a pagar y contrató un abogado. En una ocasión se citó en un despacho de abogados: "Una vez que nos involucramos en general, Getty retrocederá".
En 2009, Oscar Michel, un abogado de Nueva York que se centra en reclamaciones de daños, dijo: "Los daños que piden no son iguales a la infracción de los derechos de autor", y "no hay ninguna ley que diga definitivamente qué imágenes valen la pena en esta era digital" llamó el esfuerzo de Getty para evaluar las multas de cuatro cifras" una forma legal de extorsión".
En un esfuerzo por combatir la infracción de derechos de autor en línea, en marzo de 2014, Getty Images hizo que más de 35 millones de imágenes estuvieran disponibles de forma gratuita para usos no comerciales en línea mediante incrustaciones con atribución y un enlace al sitio web Getty Images. Según el ejecutivo de Getty Images, Craig Peters, "El principio consiste en convertir lo que infringe el uso con buenas intenciones, convirtiéndolo en algo que es un uso con licencia válida y con algunos beneficios que vuelven al fotógrafo".
En 2016, Getty Images ingresó un pleito en Google, cuestionando la forma en que el gigante de la búsqueda manejaba sus métodos de protección de imágenes. Dos años más tarde, en 2018, Google eliminó el botón "Ver imagen" de sus resultados de búsqueda de imágenes. Esto provocó la indignación de usuarios de todo el mundo, y una serie de artículos referentes a esta demanda. El botón se eliminó como parte de un acuerdo de Google hecho con Getty Images.

## Juicios sobre infracciones de derechos de autor
En 2009, Car-Freshner Corp. presentó una demanda contra Getty Images a la Federal Court, Northern District de Nueva York (caso 7: 09-cv-01252-GTS-GHL). Car-Freshner declaró que Getty Images incluía en sus fotos del catálogo los famosos ambientadores de coches con marca de árbol. En 2011, Getty Images trató de desestimar el caso, pero su movimiento fue denegado. En 2012, Getty Images aceptó pagar $ 100,000 a Car-Freshener Corp., pero no admitió ningún tipo de error.
En septiembre de 2013, Avril Nolan llevó un juicio de 450.000 dólares contra Getty Images. Nolan alegó que Getty Images había dejado que su imagen fuera utilizada en anuncios que la representaban como persona con VIH-positivos. Afirmó que la publicación de este anuncio afectó a sus relaciones personales y profesionales y le causó su angustia emocional por el hecho de la divulgación de una información falsa. En marzo de 2014, un juez dictaminó que el pleito se trasladaría a la corte en lugar de finalizarlo. Getty Las imágenes llegó a un acuerdo con Nolan en enero de 2015.
En noviembre de 2013, Getty y Agence France-Presse fueron obligados a pagar 1.2 $ millones de indemnización a la periodista autónoma Daniel Morel por utilizar sin su permiso sus imágenes, relacionadas con el terremoto de Haití de 2010, colgadas en Twitter, violando así los términos de derecho de imágenes y los términos de servicio de Twitter.
En julio de 2016, Getty fue demandada, sin éxito, por más de $ 1 mil millones por parte de Carol Highsmith, un fotógrafo estadounidense destacado para dar su colección de más de 100.000 de imágenes libres de derechos a la Biblioteca del Congreso, quien descubrió que Getty había estado vendiendo licencias no autorizadas de su trabajo (una instancia de copyfraud) Carol Highsmith se enteró de este hecho cuando recibió una carta de un despacho de abogados que representaba a Getty exigiendo 120 dólares para mostrar sus fotos en un sitio web personal.
En agosto de 2016, Zuma Press, una agencia de prensa independiente, presentó una demanda contra Getty por presuntos de infracciones de derechos de autor y licencias no autorizadas de más de 47.000 imágenes.

## Reclamación de derechos de autor sobre contenido de dominio público
Getty Images ha continuado la práctica de Corbis (la licencia que adquirió en 2016), es decir, reclamar derechos de autor, marca de agua y vender imágenes de dominio público, incluidas imágenes relacionadas con el Holocausto como la foto del niño del gueto de Varsovia o la caballería polaca a la fotografía Sochaczew.

## Prestigio Grant
Getty Images Prestige Grant es un premio que se concede a dos fotógrafos comerciales para realizar un proyecto de sueño, concediéndoles USD $ 15,000 y $ 7,500 respectivamente. Los primeros destinatarios, 2015, fueron Lisa Barnard y Andy El Po.